# Марио Шенберг (детектор)
Mario Schenberg (Gravitational Wave Detector, Antenna, или Brazilian Graviton Project) — сферический резонансный детектор гравитационных волн под управлением Института физики Университета Сан-Паулу. Подобно голландскому MiniGRAIL, весом 1.15 т, 65 см в диаметре, сферическая тестовая масса подвешена в криогенной вакуумной ёмкости с температурой 20 мК; сенсоры (преобразователи) для этого детектора разработаны в INPE (порт. Instituto Nacional de Pesquisas Espaciais), в Сан-Жозе-дус-Кампус, Бразилия. Назван в честь физика Марио Шёнберга.